# 오덕교

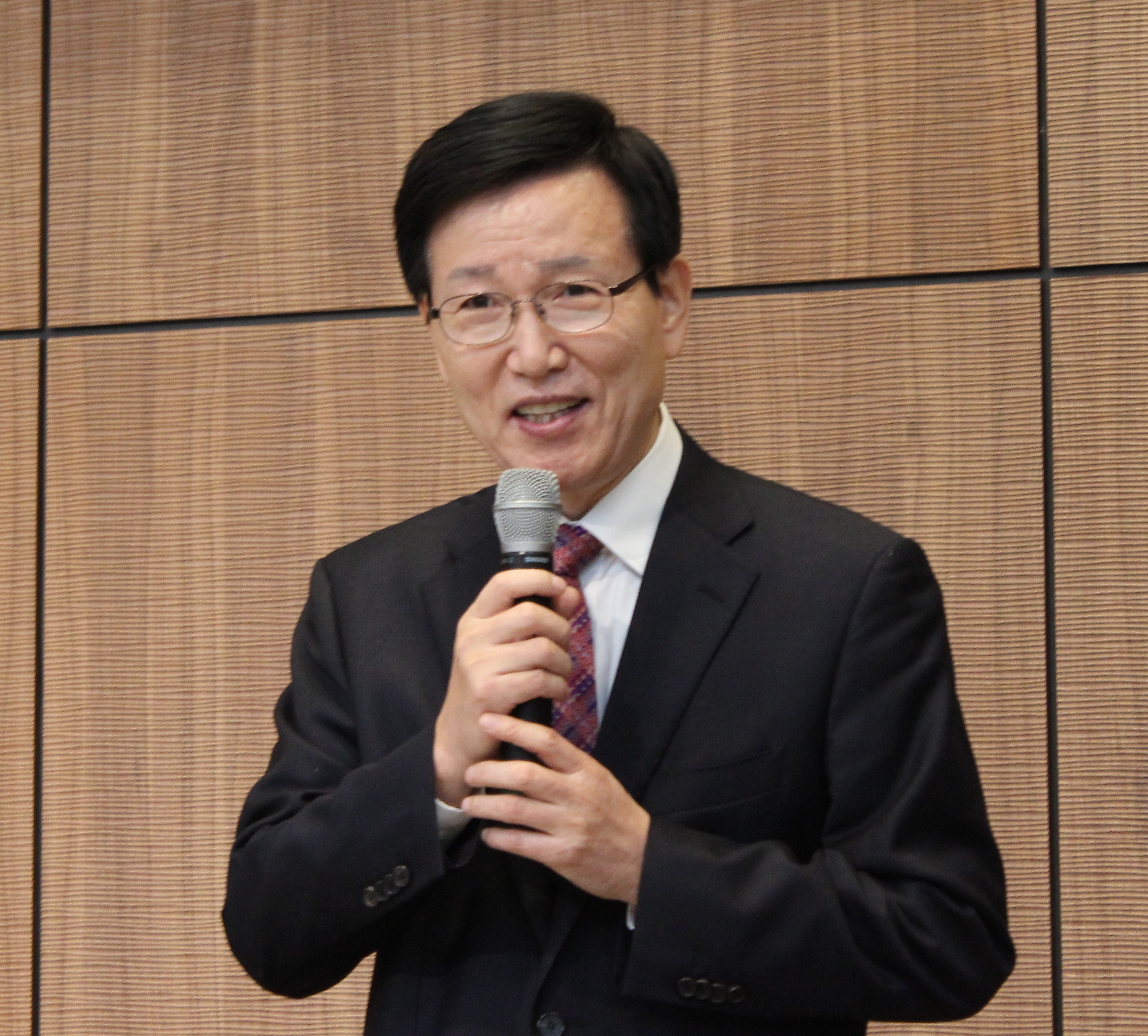
오덕교 박사, 한국장로교신학회 고문, 2018년 3월 17일 온누리교회 양재동

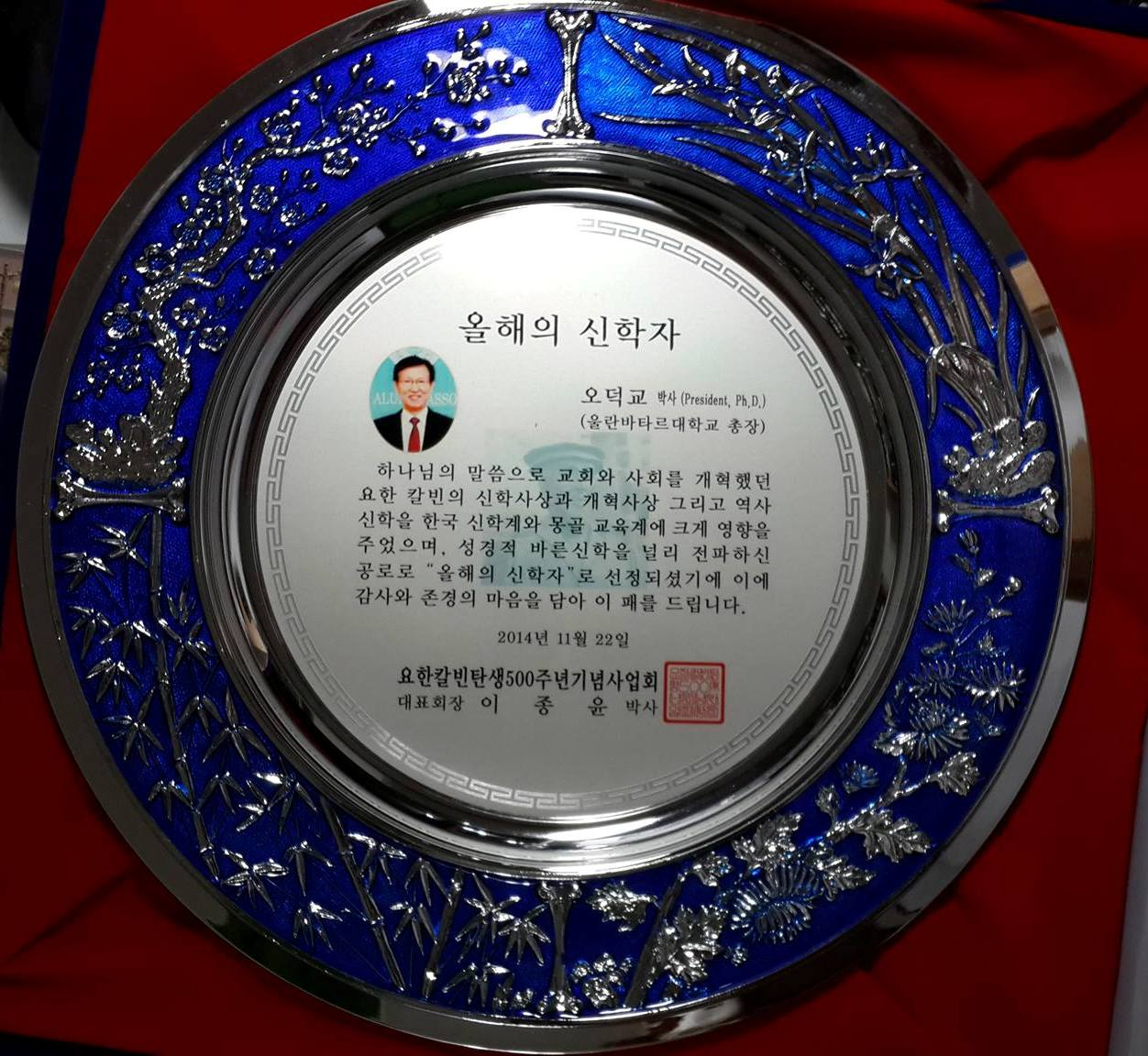
2014년 요한칼빈탄생500주년기념사업회에서 올해의 신학자로 선정된 오덕교 박사

오덕교(1952년 12월 14일~)는 역사신학자로 합동신학대학원대학교와 몽골에 있는 국제울란바타르대학교(Ulaanbaatar University)에서 총장을 하였고, 그리고 한국장로교신학회 회장을 역임하였고 현재 횃불트리니티신학대학원대학교의 총장이다.
2014년 요한칼빈탄생500주년기념사업회로부터 올해의 신학자로 선정되었으며, 2015년부터 2019년까지 대한민국 민주평화통일자문회의 자문위원으로 일하였다.   그는 국제적인 신학 잡지인 Unio Cum Christo, An International Reformed Journal on Faith and Life의 편집위원으로 일하고 있고,. 현재는 미국 필라델피아에 있는 Westminster Theological Seminary의 Advisor to the President 및 Adjunct Professor로 일하고 있다. 아호는 우경(踽耕)이다. 현재 한국개혁주의연구소 소장이며 2022년 9월 19일에 설립된 설교아카데미 원장이다.

## 생애
그의 본관은 보성이다. 1952년 12월 충남 보령시 남포면에서 태어났다. 대천중학교 시절 그는 유독 역사 과목을 좋아했다. 역사 과목 선생님은 “오덕교 군은 앞으로 역사 박사가 될 거예요”라고 칭찬해 주시곤 했는데 실제로 후에 교회 역사의 박사가 되었다. 중학교를 졸업한 후 맏형의 인도로 동내 교회의 부흥회에 참여했다가 은혜를 체험했다. 이를 계기로 법관이 되려는 꿈을 포기하고 신학을 공부하기로 결심한 후 총신대학교를 소개받았다. 부모님의 반대를 무릅쓰고 신학교에 진학하기 위해 서울로 올라왔기에 스스로 생활비를 조달하며 공부를 했다.1971년 총신대학교에진학하여 철학을 공부하고(BA)와 신학대학원, 그리고 대학원(Th. M.)을 마쳤다. 총신대 4개년 수석 졸업을 했고, 총신대 신대원 3개년 수석 졸업을 했다. 그는 1978년 2월 20일 대한예수교 장로회 (합동) 충남노회에서 목사 안수를 받고, 1978년 3월 공군 군종장교로 입대하여 5월 중위로 임관하였고, 1981년 6월 대위로 전역하였다. 1981년 총신대학교에서 강사로 근세교회사와 장로교회사를 가르쳤고,1982년 3월 총신대학교신학대학원의 전임강사로 임명을 받아 교수 사역을 시작하였다.
1982년 9월 미국 필라델피아에 있는 웨스트민스터 신학교 (Westminster Theological Seminary) 철학 박사과정(Ph. D.)에 유학하여 Reformation and Post Reformation Studies를 연구하였다. 1986년 박사 학위 논문 작성을 마친 후 예일대학교(Yale University Divinity School)으로 가서 1987년까지 Research Fellow로 일하며 뉴잉글랜드 청교도에 대해 연구하였고,1987년 5월 ((Westminster  Theological Seminary))에서 뉴잉글랜드 청교도에 대한 연구인 <교회의 부활: 존 코튼의 교회개혁에 대한 종말론적 역사 이해>(Churches' Resurrection: John Cotton's Eschatological Understanding of the Ecclesiastical Reformation)라는 논문으로 한국인 최초로 철학박사(Ph. D.)를 받았다. 박사학위 취득과 함께 귀국한 후 1987년 9월부터 합동신학대학원대학교에서 조교수로 교수사역을 시작한 후 부교수, 정교수로 27년간 역사신학을 가르쳤고, 2005년부터 2009년까지는 합동신학대학원대학교 제 7대 총장으로 일하였다. 그는 교수 사역을 하면서 미국 Westminster Theological Seminary(Visiting professor, 1992~1993), South Africa의 Stellenbosch University, Visiting Professor, 2000) 등을 섬겼다. 그리고 2010년 3월부터 2014년 4월까지 한국장로교신학회 회장을 역임하였으며, 2013년부터는 한국장로교총연합회 신학교인준위원장으로 연합 활동을 하고 있다. 2014년 2월부터 2017년까지 몽골의 수도 울란바타르에 있는 Ulaanbaatar University(현 International University of Ulaanbaatar)총장으로 일하면서 한몽 교육 교류에 크게 이바지하였다. 몽골 교육 분야 발전에 기여한 공로를 높이 평가받아 2017년 몽골 정부가 주는 최우수 교육자 상을 받았다. 2018년 미국 Westminster Theological Seminary의 visiting scholar로 있으면서 '교회사를 빛낸 설교자와 그들의 설교'에 대해 연구하였고, 2019년 3월부터는 Westminster Theological Seminary 총장 자문(Advisor to the President), 그리고 2019년 6월에는 Adjunct Professor로 임명을 받아 일하고 있다.

## 이력
- 총신대학교 총신대학교 신학과(B.A.)
- 총신대학교 신학연구원(M.Div.)
- 총신대학교 대학원(Th.M.)
- 미국 Yale University Divinity School(Research Fellow)
- 미국 Westminster Theological Seminary, Ph.D.
- 합동신학대학원대학교 역사신학 교수(1987-2014)
- 한국장로교신학회 회장 역임(2010-2014)
- 종교개혁500주년기념사업회 상임회장(2011-현재)
- 한국기독교학술원 정회원(현)
- 한국개혁주의연구소 소장(현)
- 설교아카데미 원장(현)(2022년 9월-)
- 2014년~2017 몽골 International University of Ulaanbaatar 4대 총장 역임
- Member of the editorial committee for Unio Cum Christo, An International Reformed Journal on Faith and Life(현)
- 조지아 센추럴 대학교 총장 2015년
- 2015년- 2016년 제 16기 대한민국 민주평화통일자문회의 자문위원
- 2017년- 2018년 제 17기 대한민국 민주평화통일자문회의 자문위원
- 2019년 3월부터 미국 Westminster Theological Seminary 총장 자문 및 Adjunct Professor(현)
- 2023년 8월 17일 -  횃불트리니티신학대학원대학교 총장

## 저서
1. 『청교도와 교회개혁』(합신대학원출판부)
2. 『장로교회사』(합신대학원출판부)
3. 『빈야드 운동 무엇이 문제인가』(교회와 신앙)
4. 『종교개혁사』(합신대학원출판부)
5. 『청교도 이야기』(이레서원)
6. 『언덕위의 도시: 청교도의 사회 개혁 이상』(합신대학원출판부)
7. 『개혁신학과 한국교회』(합신대학원출판부)
8. 교회 역사를 빛낸 위대한 설교자들 (유나이티드 역사문화연구원)

## 상훈
- 한국 칼빈주의자 및 개혁주의 기독교인 9인(6위) 선정 등재, FamousFix Lists[5]
- 2014년 11월 22일 요한 칼빈 탄생 500주년 기념사업회에서 올해의 신학자 수상
- 2017년 몽골 정부 최우수교육상 수상

## 기념 논문집
- <칼빈의 신학과 한국교회의 과제: 신복윤 명예총장 은퇴기념 논문집> 수원: 합신대학원 출판부, 2002
- <주는 영이시라: 성산 박형용 박사 은퇴 기념 논총> 수원: 합신대학원 출판부, 2009
- <김영재 교수 기념 논문집>. 수원: 합동신학대학원대학교, 2008.

## 참고문헌
- 안상혁, "오덕교 박사의 생애와 신학," 『한국의 신학자들 2』, 편집 안명준 (아벨서원, 2021)

## 오덕교 교수의 동영상
- 조나단 에드워즈의 구원과 성화 오덕교 교수
- 로마서 12: 1-2 설교
- 교회의 힘 보관됨 2014-01-06 - 웨이백 머신

## 같이 보기
- 횃불트리니티신학대학원대학교
- 한국장로교신학회
- 요한칼빈탄생500주년기념사업회
- 종교개혁500주년기념일
- 한국의 신학자 목록
- 개혁신학자
- 합동신학대학원대학교
- 총신대학교
- 한국개혁주의연구소